# James Burnham
James Burnham (ur. 22 listopada 1905 w Chicago, zm. 10 sierpnia 1987 w Nowym Jorku) – amerykański socjolog, politolog i publicysta. Twórca koncepcji socjologicznej zwanej menedżeryzmem.

## Życiorys
Urodził się w Chicago. W 1927 otrzymał bakalaureat Uniwersytetu Princeton.  Następnie studiował na Uniwersytecie Oksfordzkim, który ukończył w 1928. Od 1929 pracował na Wydziale Filozoficznym Washington Square College New York University i pozostał z nim związany do końca życia.
W latach 30. XX w. związany był z organizacjami marskistowskimi w Stanach Zjednoczonych, w wewnętrznych sporach wspierając ich skrzydła trockistowskie. W 1933 współtworzył American Workers Party i wspierał jej późniejsze połączenie z Communist League of America w Workers Party of the United States (1934, w całości) oraz z Socjalistyczną Partią Ameryki (1936, jedynie część działaczy przeszła do nowej partii).  Współpracował z Partisan Review (1933-1940), współredagował New International.  Pod koniec lat 30. XX w. coraz częściej odchodził od stanowiska trockistowskiego, by ostatecznie zerwać z tym środowiskiem w 1940 (w tekście Science and Style: A Reply to Comrade Trotsky).
Od tego czasu zaczął przesuwać się na stanowisko coraz bardziej antykomunistyczne, by w okresie zimnej wojny stać się jednym z wiodących krytyków komunizmu. Był jednym z głównych krytyków doktryny powstrzymywania, którą za radą George'a Kennana obrano za prezydentury Harry'ego Trumana. Burnham był zwolennikiem bardziej zdecydowanej i aktywnej polityki wobec państw bloku wschodniego, mającej na celu wyzwolenie państw satelickich spod władzy Związku Radzieckiego. W 1955 wraz z Williamem F. Buckleyem juniorem założył National Review, pisał do niego liczne teksty, m.in. we własnej kolumnie Third World War poświęconej sprawom międzynarodowym. Miał duży wpływ na amerykański powojenny konserwatyzm i uznawany jest za jednego z pierwszych (lub wręcz pierwszego) z autorów neokonserwatywnych.  

## Rewolucja menadżerska
Najbardziej znanym dziełem Burnhama jest „Rewolucja menadżerska”. Przedstawił w niej analizę tendencji rozwojowych współczesnych mu społeczeństw, wskazując, że prowadzi ona do wykształcenia się nowego ustroju, w którym przewodnią rolę odgrywać będzie nowa klasa społeczna złożona z menadżerów.  Menadżerowie rozumiani są tutaj jako jednostki odpowiedzialne za kierowanie i koordynację procesów produkcji. Od kapitalistów odróżniają się tym, że nie są właścicielami środków produkcji, lecz pełnią funkcję zarządców. 
Praca zawiera systematyczną krytykę współczesnych mu form ustroju politycznego. Jego krytyka socjalizmu radzieckiego oparta była na tezach trockistowskich. ZSRR opisywane było jako zdegenerowane państwo robotnicze, w którym władzę przejęły pasożytnicze biurokratyczne elity partyjne, zachowujące jedynie pozory państwa ludowego i progresywnego. Podobne tendencje biurokratyczne zauważał w amerykańskim państwie epoki New Dealu. Zachowuje ono pozory wolnorynkowego kapitalizmu, w którym jednak nasilają się procesy nacjonalizacji, ograniczenia gospodarki wolnorynkowej oraz ingerencje w prawa własności i prawa obywatelskie. 
Zdaniem Burnhama rywalizacja między kapitalizmem a socjalizmem nie zakończy się zwycięstwem żadnego z tych systemów, ponieważ zarówno w kapitalizmie, jak i socjalizmie rozwija się tendencja do dominacji menedżerów. Menedżerowie stawali się odrębną klasą społeczną, świadomą swojej roli i tożsamości, a także coraz bardziej zainteresowaną wpływem na politykę. Zmiany nastąpią najwcześniej w państwach scentralizowanych, w których znacjonalizowano własność prywatną, jak w ZSRR czy III Rzeszy.
Poglądy Burnhama były inspirowane elitarystycznymi teoriami takich myślicieli, jak Robert Michels, Gaetano Mosca, Vilfredo Pareto oraz Max Nomad, którzy analizowali struktury władzy i elity rządzące. Burnham rozwinął ich idee, postrzegając swoją teorię jako naukowe wyjaśnienie przemian społeczno-politycznych zachodzących w jego czasach. Jest to koncepcja elitarystyczna, w której w każdym ustroju elity starają się zdobyć dominację stosując siłę i przymus. Ustroje socjalistyczne, kapitalistyczne i faszystowskie są tu zasadniczo takie same.
Praca Burnhama spotkała się z szerokim odzewem i była szeroko komentowana. Jej wpływ można zauważyć także np. w Roku 1984 George'a Orwella. Choć Orwell uznawał sugestywność pracy Burnhama, to jednak wskazywał, że społeczeństwa i państwa nie rozwinęły się ostatecznie we wskazanym przez niego kierunku.

## Dzieła
- 1932 Introduction to Philosophical Analysis (z: Philipem Wheelwrightem);
- 1941 The Managerial Revolution: What is Happening in the World;

- (pl) 1958 Rewolucja menadżerska, tłum. Jerzy Horzelski;

- 1943 The Machiavellians: Defenders of Freedom
- 1947 The Struggle for the World;
- 1948 The Case for De Gaulle: A Dialogue Between André Malraux and James Burnham;
- 1949 The Coming Defeat of Communism;
- 1953 Containment or Liberation? An Inquiry into the Aims of United States Foreign Policy;
- 1954 The Web of Subversion: Underground Networks
- 1959 Congress and the American Tradition;
- 1960 Bear and Dragon: What is the Relation Between Moscow and Peking?;
- 1964 Suicide of the West: An Essay on the Meaning and Destiny of Liberalism;
- 1967 The War We Are In: The Last Decade and the Next.